# كأس أيرلندا الشمالية 1999–2000
كأس أيرلندا الشمالية 1999–2000 (بالإنجليزية: 1999–2000 Irish Cup)‏ هو موسم من كأس أيرلندا. كان عدد الأندية المشاركة فيه  32، وفاز فيه غلينتوران.